# Lac des Saisies
Le lac des Saisies est un petit lac de France situé en Savoie, sur le flanc occidental du signal de Bisanne, au pied de la Croix de Coste, au sud-ouest du col qui lui a donné son nom. La station de sports d'hiver des Saisies est située non loin au nord-est, le village de Queige dans la vallée du Doron au sud-ouest et les gorges de l'Arly au nord-ouest.
En voie de comblement par une tourbière, le lac est inclus dans la réserve naturelle régionale de la tourbière des Saisies - Beaufortain - Val d'Arly.

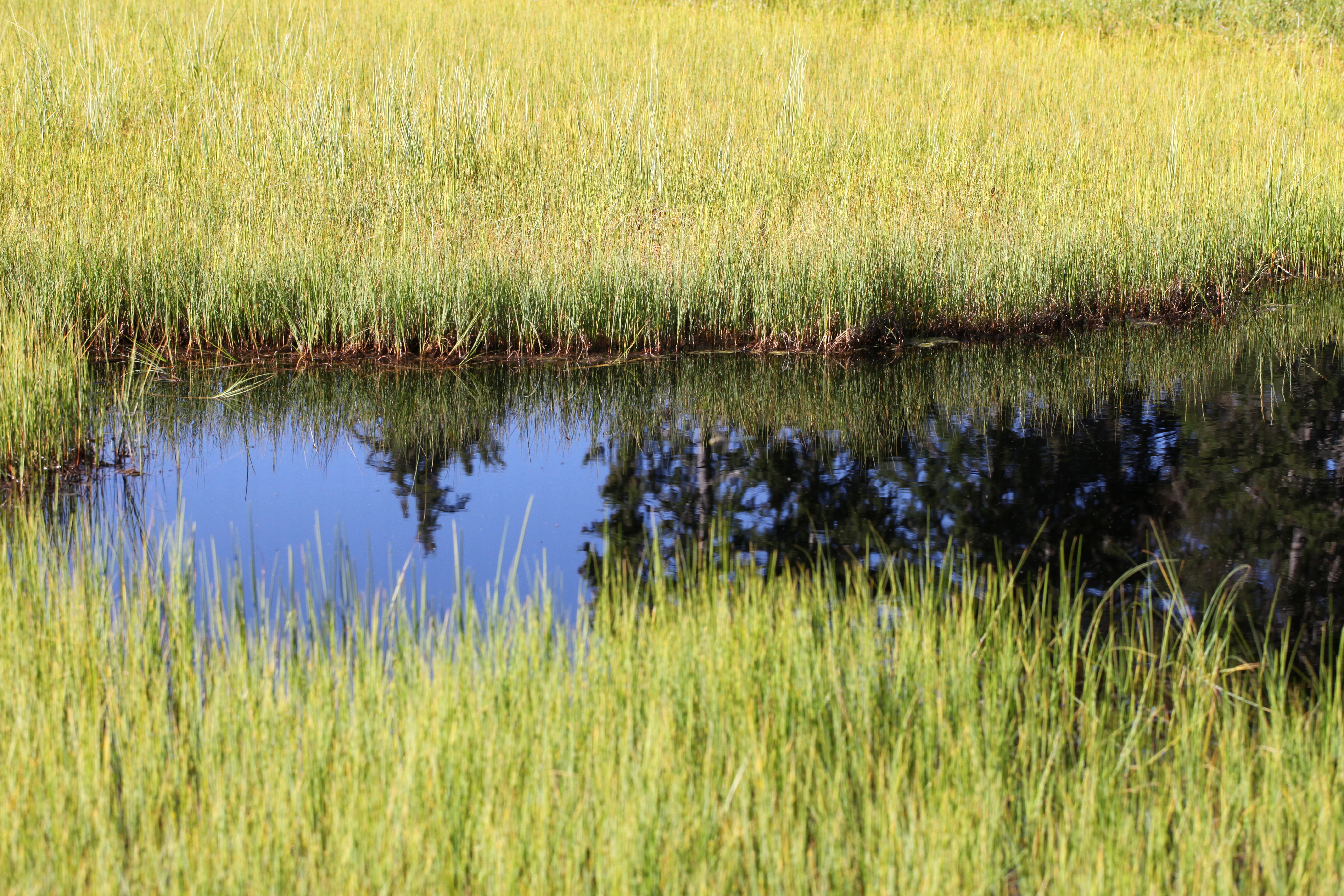
Zone tourbeuse au lac des Saisies.